# Edmond Roze

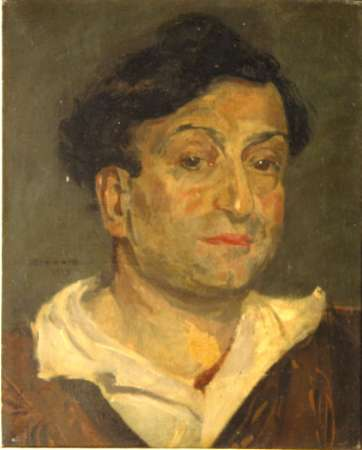
Portrait d'Edmond Roze par Léon Gard (huile sur toile, 41 X 33 cm, Paris, 1917)

Edmond Roos dit Edmond Roze, né à Reims le 10 août 1878 et mort en déportation à Auschwitz (Pologne) le 23 juillet 1943, est un acteur et un metteur en scène français.

## Biographie
Edmond Roze a mis en scène, dans les années 1920, de nombreuses œuvres d'Albert Willemetz.
Il exerce aussi des responsabilités de gestion. En 1921, il est administrateur général du théâtre du Palais Royal dirigé par Gustave Quinson et codirecteur des Nouveautés avec Benoît-Léon Deutsch. Il est codirecteur du théâtre des Bouffes-Parisiens en 1924 aux côtés de Quinson, puis des Folies-Wagram en 1931.
Pendant la Deuxième Guerre mondiale, il rejoint la Résistance. Arrêté, il meurt en déportation en 1943.

## Théâtre

### Comme comédien
- 1910 : L'Éprouvette de Henri Kéroul et Albert Barré, Théâtre du Palais-Royal
- 1914 : J'ose pas de Georges Berr, Théâtre du Palais-Royal
- 1925 : Trois jeunes filles nues, opérette en trois actes, livret d'Yves Mirande et Albert Willemetz, musique de Raoul Moretti, Théâtre des Bouffes-Parisiens : Patara
- 1927 : Mercenary Mary, comédie musicale en trois actes et quatre tableaux, adaptation française d'Yves Mirande, Robert de Simone et Jean Bastia, musique de Vincent Youmans et Sigmund Romberg, Théâtre des Bouffes-Parisiens
- 1928 : Une nuit au Louvre, opérette en trois actes, livret d'Henri Duvernois et René Dorin, musique de Louis Urgel, Théâtre des Bouffes-Parisiens : Ferdinand
- 1928 : Déshabillez -vous, opérette en trois actes, livret d'André Barde, musique de René Mercier, Théâtre des Bouffes-Parisiens : Docteur Malanson
- 1930 : Rosy, opérette en deux actes et six tableaux, livret d'André Barde, musique de Raoul Moretti, Folies-Wagram : Partner
- 1930 : Zou !, opérette en trois actes, livret de Jean Boyer et Félix Gandéra, musique de Joseph Szulc, Folies-Wagram
- 1931 : Brummell, opérette en trois actes et cinq tableaux, livret de Rip et Robert Dieudonné, musique de Reynaldo Hahn, Folies-Wagram : Helliot
- 1933 : Le Garçon de chez Prunier, opérette en trois actes, livret d'André Barde et Michel Carré fils, musique de Joseph Szulc, Théâtre des Capucines : Leclercq Morizot
- 1933 : À la belle bergère, opérette en trois actes et quatre tableaux, livret de Georges Dolley et Jean Nohain, musique de Mireille, Théâtre des Capucines : M. Bougre
- 1938 : Le Flirt ambulant, opérette, livret de Tristan Bernard et Albert Willemetz, musique d'Henri Christiné, Théâtre Michel : Dumorel

### Comme metteur en scène
- 1918 : Phi-Phi, Théâtre des Bouffes-Parisiens
- 1921 : Dédé, Théâtre des Bouffes-Parisiens
- 1922 : Ta bouche, Théâtre Daunou
- 1923 : Madame, Théâtre Daunou
- 1924 : En chemyse, Théâtre des Bouffes-Parisiens
- 1924 : Troublez-moi, Théâtre des Bouffes-Parisiens
- 1925 : Simili de Claude Roger-Marx (avec Renée Falconetti), Théâtre du Vieux-Colombier
- 1925 : J'adore ça, Théâtre Daunou
- 1925 : Trois jeunes filles nues, Théâtre des Bouffes-Parisiens
- 1926 : Passionnément, Théâtre de la Michodière
- 1926 : J'aime, Théâtre des Bouffes-Parisiens
- 1928 : L'Eau à la bouche, opérette, Théâtre Daunou
- 1928 : Yes opérette, Théâtre des Capucines
- 1930 : Rosy, livret d'André Barde, musique de Raoul Moretti, Folies-Wagram

Sources ,,:

## Filmographie
- 1930 : Elle veut faire du cinéma de Henry Wulschleger
- 1932 : Le Fils improvisé de René Guissart : le baron Brick
- 1933 : Six cent mille francs par mois de Léo Joannon : l'ambassadeur
- 1936 : La Mariée du régiment de Maurice Cammage
- 1937 : Un coup de rouge de Gaston Roudès
- 1938 : La Goualeuse de Fernand Rivers : Firmin Broustel
- 1938 : La Présidente de Fernand Rivers